# Krijtachtige kaaszwam
De krijtachtige kaaszwam (Fuscopostia leucomallella, synoniem: Oligoporus cerifluus, Postia leucomallela) is een schimmel uit de orde Polyporales. De familie is nog niet met zekerheid bepaalt (incertae sedis). Hij komt voor in naaldbossen en gemengde bossen op voedselarme zandgrond, ook in duin-dennenbossen. Hij is bekend van naaldbomen (grove den, zwarte den en soms op andere naaldbomen). Deze schimmel veroorzaakt bruinrot.

## Kenmerken
De sporen meten 4-6 × 1,2-1,7 µm.

## Verspreiding
In Nederland komt de krijtachtige kaaszwam zeldzaam voor. Hij staat op de rode lijst in de categorie 'Kwetsbaar'.